# Asambleas del Partido Republicano de 2008 en Wyoming
Las asambleas republicanas de Wyoming de 2008 se realizaron el 5 de enero de 2008, con 12 delegados nacionales escogidos en cada convención de condado. Una mayoría de delegados fueron ganados por el exgobernador de Massachusetts Mitt Romney. Adicionalmente, dos delegados nacionales fueron elegidos en la convención estatal republicana del 30 al 31 de mayo.

## Resultados
Cada de los 23 condados seleccionados, sea un delegado o delegado alternado, excepto por el condado de Laramie, en la cual eligen ambos delegados alternados y delegados.
| Candidato     | Delegados | Porcentajes | Alternados |
| ------------- | --------- | ----------- | ---------- |
| Mitt Romney   | 8         | 66.67%      | 5          |
| Fred Thompson | 3         | 25%         | 1          |
| Duncan Hunter | 1         | 8.33%       | 1          |
| John McCain   | 0         | 0%          | 1          |
| Mike Huckabee | 0         | 0%          | 0          |
| Ron Paul      | 0         | 0%          | 0          |
| Rudy Giuliani | 0         | 0%          | 0          |
| Indecisos     | 0         | 0%          | 4          |
| Total         | 12        | 100%        | 12         |

| Condado     | Delegado/Alternado | Candidato     |
| ----------- | ------------------ | ------------- |
| Albany      | Delegado           | Mitt Romney   |
| Big Horn    | Alternado          | Mitt Romney   |
| Campbell    | Delegado           | Mitt Romney   |
| Carbon      | Alternado          | Mitt Romney   |
| Converse    | Delegado           | Mitt Romney   |
| Crook       | Delegado           | Fred Thompson |
| Fremont     | Delegado           | Mitt Romney   |
| Goshen      | Delegado           | Fred Thompson |
| Hot Springs | Delegado           | Fred Thompson |
| Johnson     | Alternado          | Indeciso      |
| Laramie     | Alternado          | Mitt Romney   |
| Laramie     | Delegado           | Mitt Romney   |
| Lincoln     | Alternado          | Mitt Romney   |
| Natrona     | Alternado          | Indeciso      |
| Niobrara    | Alternado          | Fred Thompson |
| Park        | Alternado          | Mitt Romney   |
| Platte      | Alternado          | Duncan Hunter |
| Sheridan    | Delegado           | Duncan Hunter |
| Sublette    | Alternado          | John McCain   |
| Sweetwater  | Delegado           | Mitt Romney   |
| Teton       | Delegado           | Mitt Romney   |
| Uinta       | Delegado           | Mitt Romney   |
| Washakie    | Alternado          | Indecisos     |
| Weston      | Alternado          | indeciso      |

El Partido Republicano de Wyoming no publicó el total de votos.